# 新巴伐利亞區
新巴伐利亚区（羅馬化：Novobavarskyi raion），舊稱十月區，是乌克兰哈尔基夫市的一个市区，位於该市的西南部，以該市内的名为新巴伐利亚的街區而命名。
该市区成立于1924年。2016年据去共化法律改为现名。